# Костов, Трайчо
Трайчо Костов Джунев (болг. Трайчо Костов Джунев; 17 июня 1897, София — 16 декабря 1949, там же) — болгарский коммунистический политик, участник подпольной борьбы и партизанского движения, видный партийный деятель. Член политбюро, секретарь ЦК БКП. Член правительства НРБ, куратор экономической политики. Активный участник репрессий второй половины 1940-х годов, один из создателей Народного суда. Несмотря на сталинистские взгляды, конфликтовал с СССР по экономическим вопросам. Казнён в ходе партийной чистки. Посмертно реабилитирован.

## Учёба и армейская служба
Родился в многодетной семье кочегара локомотивного депо. С отличием окончил школу. Одноклассниками Трайчо Костова были будущий секретарь царя Бориса III Станислав Балан и будущий легендарный полицейский Никола Гешев.
Поступил на юридический факультет Софийского университета, но прервал учёбу в связи с началом Первой мировой войны. Прошёл школу офицеров запаса, был отправлен на фронт, командовал взводом. После войны возобновил учёбу в университете. Работал стенографом в парламенте.

## Нелегальная партийная деятельность
С 1920 Трайчо Костов — член Болгарской компартии. В 1924, при правительстве Александра Цанкова, был арестован и осуждён на 8 лет тюрьмы за распространение коммунистической печати. Спустя пять лет помилован правительством Андрея Ляпчева и выехал в СССР. Состоял в аппарате Коминтерна. Проходил курс лечения в крымском санатории.
C 1931 Костов (с небольшими перерывами) — член ЦК БКП. Редактировал партийные издания Работническо-селско знаме, Работнически вестник (впоследствии Работническо дело). С 1937 — член политбюро и секретарь ЦК, редактор партийной газеты. Длительное время считался вторым человеком в партии после Георгия Димитрова. В 1931—1932 и 1935—1936 тайно посещал Болгарию с партийными миссиями. Окончательно вернулся в 1938.
В годы Второй мировой войны Трайчо Костов был организатором подпольного сопротивления и партизанских отрядов. В 1942 арестован и приговорён к пожизненному заключению (избежать смертной казни помогло заступничество Балана перед Борисом III). Освобождён после прихода к власти прокоммунистического правительства Отечественного фронта 9 сентября 1944.

## В партийно-государственном руководстве

### Проводник репрессий
С сентября 1944 Трайчо Костов являлся одним из ведущих политиков Болгарии. 12 сентября 1944 вошёл в состав политбюро ЦК БКП. С февраля 1945 по февраль 1948 — первый секретарь ЦК БКП (реальным главой партии являлся Георгий Димитров, оперативное руководство аппаратом осуществлял Костов). Был одним из организаторов политических репрессий и убийств оппозиционеров. Являлся одним из учредителей Народного суда.

Готов законопроект о Народном суде. Принята наикратчайшая процедура, но для начала действия требуется некоторое время. Это может быть использовано для негласной ликвидации наизлейших врагов, которые будут проведены через наши внутренние тройки.

Трайчо Костов — Георгию Димитрову

20 января 1945 при обсуждении на политбюро деятельности «Народного суда» (участвовали такие ведущие фигуры репрессий, как Антон Югов, Минчо Нейчев, Георгий Петров) Костов настаивал на максимальном применении смертной казни.

### Экономические противоречия
Наряду с партийными должностями, Костов занимал в 1946—1949 ряд правительственных постов. Был министром электрификации и вице-премьером, курировал экономическую политику.
В качестве экономического вице-премьера Костов пытался отстаивать интересы Болгарии, проводя относительно самостоятельную ценовую политику во внешнеэкономических связях. На этой почве вступил в конфликт с СССР и лично Сталиным. В частности, Костов проявлял недовольство ценами, по которым осуществлялись советские закупки болгарского табака. Внешнеторговые операции Костов пытался скрывать от советских советников, применяя с этой целью закон о государственной тайне. Это вызвало резкое недовольство Сталина, который называл Костова «жуликом» и «опасным человеком».

## Арест, суд, казнь
С 1948 повсеместно в Восточной Европе началось резкое ужесточение коммунистических режимов. Составной частью этой политики были партийные чистки, проводимые под лозунгами борьбы с титоизмом. В Болгарии данный курс олицетворял Вылко Червенков (Георгий Димитров с весны 1949 отошёл от дел).
На роль объекта чистки — аналога Ласло Райка в Венгрии, Рудольфа Сланского в Чехословакии, Владислава Гомулки в Польше, Анны Паукер в Румынии, Кочи Дзодзе в Албании — по указанию из Москвы был определён Трайчо Костов (в качестве «кандидатов в агенты Тито» поначалу рассматривались также сам Георгий Димитров и Антон Югов, но Димитрова спасла репутация, сложившаяся после Лейпцигского процесса, а Югов сумел доказать полную лояльность).
В марте 1949 Костов был выведен из руководства БКП, смещён с правительственных постов и назначен директором Национальной библиотеки Святых Кирилла и Мефодия. В июне исключён из БКП и вскоре арестован. Был обвинён в антипартийной деятельности, заговоре, измене, шпионаже в пользу британской разведки. Подвергнут на следствии жестоким пыткам и унижениям. Костова, убеждённого сталиниста и борца с титоизмом, обвинили, помимо прочего, в тайных связях с Югославией.
В декабре 1949 в Софии состоялся показательный процесс. Перед судом предстали одиннадцать человек во главе с Трайчо Костовым. Обвинением руководили министр юстиции Минчо Нейчев и министр внутренних дел Руси Христозов. Для помощи в организации процесса из СССР в Болгарию были направлены видные функционеры МГБ полковник Лихачёв и полковник Шварцман. Одним из главных свидетелей обвинения выступал Андрей Праматаров, бывший руководитель разведки и контрразведки в царской Болгарии, сподвижник Николы Гешева.
Трайчо Костов был приговорён к смертной казни (в последнем слове пытался заявить, что его признания вырваны пытками). Через несколько дней он был повешен.

## Реабилитация
Частичная реабилитация Трайчо Костова наступила в 1956 году, по инициативе Тодора Живкова, разоблачавшего «злоупотребления культа личности» времён Червенкова. Полностью Костов был реабилитирован в 1963, ему посмертно присвоено почётное звание. В декабре 1989, после отстранения Живкова, «перестроечное» руководство БКП реабилитировало Костова не только юридически, но и политически.
Обвинения в заговоре и шпионаже с Костова сняты, однако в современной Болгарии он воспринимается как сталинист, активный проводник коммунистической политики и организатор репрессий.

## Интересные факты
В романе А. И. Солженицына «В круге первом» говорится о Сталине:

Семидесятилетие праздновал так. 20-го вечером забили насмерть Трайчо Костова. Только когда глаза его собачьи остеклели — мог начаться настоящий праздник.
(Полного соответствия в художественном произведении нет: казнь Костова совершилась через повешение несколькими днями ранее.)
Трайчо Костов проявлял недовольство действиями крупного функционера карательных органов Мирчо Спасова (будущий глава госбезопасности НРБ) во главе управления МВД в Русе. После того, как Костов был повешен, Спасов расстрелял труп из автомата.
Биографический очерк о Трайчо Костове, выдержанный в духе откровенной симпатии, опубликовал Александр Лилов, идеолог демократического социализма в руководстве Болгарской соцпартии (партия-преемник БКП)
Казнь Трайчо Костова послужила поводом для голодовки протеста молодого советского поэта Анатолия Жигулина, арестованного в 1949 за участие в воронежской антисталинской организации Коммунистическая партия молодёжи:

Сообщалось, что в Болгарии раскрыт заговор врагов народа во главе с… Трайчо Костовым и что преступники казнены. Я был потрясен! Мало того, я не поверил газете, не поверил, что Трайчо Костов был врагом народа!
Я попросил у надзирателя бумагу и карандаш — для заявления начальнику тюрьмы. И написал на маленьком листочке тупым карандашом, что объявляю голодовку в знак протеста против казни болгарского коммуниста Трайчо Костова… Я не мог не выразить возмущения — я был уверен в Трайчо Костове. Позднее выяснилось, что я был прав. Трайчо Костов был посмертно реабилитирован и в 1963 году ему — тоже посмертно — было присвоено звание Героя НРБ.